# Chad Eveslage
Chad Eveslage (* 10. September 1991 in Louisville, Kentucky) ist ein professioneller US-amerikanischer Pokerspieler. Er ist dreifacher Braceletgewinner der World Series of Poker und zweifacher Titelträger der World Poker Tour, bei der er 2022 als Spieler des Jahres ausgezeichnet wurde. Der Amerikaner stand ab Dezember 2022 für 10 Wochen an der Spitze der Pokerweltrangliste.

## Pokerkarriere

### Werdegang
Eveslage spielte von Juni 2007 bis Januar 2015 online unter den Nicknames badbeatman06 (PokerStars), Chadda2nd (Full Tilt Poker), antipennance (Carbon Poker) und Chet_Mcbet (UltimateBet). In diesem Zeitraum erspielte er sich mit Turnierpoker mehr als 3,3 Millionen US-Dollar, wobei der Großteil von über 2 Millionen US-Dollar bei PokerStars erspielt wurde.
Seine erste Geldplatzierung bei einem Live-Pokerturnier erzielte Eveslage im Januar 2011 beim Main Event des PokerStars Caribbean Adventures auf den Bahamas. Im Oktober 2012 erreichte er beim Main Event des Circuits der World Series of Poker (WSOP) in Elizabeth, Indiana, den Finaltisch und beendete es auf dem mit über 50.000 US-Dollar dotierten dritten Platz. Anfang des Jahres 2013 setzte sich der Amerikaner bei einem Turnier des WSOP-Circuits in Durant, Oklahoma, gegen ein Teilnehmerfeld von 1448 Spielern durch und gewann sein erstes Live-Turnier mit einem Preisgeld von rund 75.000 US-Dollar. Im Juni 2013 durfte er mit 21 Jahren erstmals bei der WSOP-Hauptturnierserie im Rio All-Suite Hotel and Casino in Paradise am Las Vegas Strip spielen und kam bei vier Turnieren der Variante No Limit Hold’em in die Geldränge. Bei der WSOP 2014 erreichte Eveslage im Main Event den sechsten Turniertag und schied dort auf dem mit mehr als 100.000 US-Dollar prämierten 66. Platz aus. Seine nächste sechsstellige Auszahlung erzielte er Mitte April 2019 beim Main Event der World Poker Tour (WPT) in Hollywood, Florida, bei dem er den mit knapp 150.000 US-Dollar dotierten sechsten Rang belegte. Im Januar 2021 gewann er an gleicher Stelle ein Event der Lucky Hearts Poker Open mit einer Siegprämie von rund 100.000 US-Dollar. Auch in Hollywood entschied der Amerikaner Ende April 2021 das High Roller des Seminole Hard Rock Poker Showdown mit einem Hauptpreis von knapp 770.000 US-Dollar für sich. Anfang Juli 2021 siegte er im Venetian Resort Hotel am Las Vegas Strip beim WPT-Main-Event und sicherte sich eine Siegprämie von rund 910.000 US-Dollar. Bei der WSOP 2021 saß Eveslage an zwei Finaltischen und erhielt aufgrund seines vierten Platzes in der gemischten Variante H.O.R.S.E. sowie des zweiten Ranges beim WSOP.com High Roller Preisgelder von mehr als 365.000 US-Dollar. Anfang Juni 2022 gewann er das 25.000 US-Dollar teure High Roller der WSOP 2022, die erstmals im Bally’s Las Vegas und Paris Las Vegas ausgespielt wurde. Er setzte sich gegen 250 andere Spieler durch und sicherte sich ein Bracelet sowie sein bislang höchstes Preisgeld von über 1,4 Millionen US-Dollar. Im Oktober 2022 entschied der Amerikaner im Hotel Bellagio am Las Vegas Strip erneut das WPT-Main-Event für sich und erhielt neben seinem zweiten WPT-Titel eine Auszahlung von mehr als einer Million US-Dollar. Ende November 2022 saß er beim WPT-Main-Event in Hollywood ebenfalls am Finaltisch und erhielt als Dritter ein Preisgeld von 390.000 US-Dollar. Am 14. Dezember 2022 setzte sich Eveslage aufgrund seiner in den letzten drei Jahren erzielten Turnierresultate erstmals an die Spitze der Pokerweltrangliste und hielt diese Position bis Mitte Februar 2023 für 10 Wochen. Zum Jahresende 2022 wurde er von der World Poker Tour als Spieler des Jahres ausgezeichnet. Bei der WSOP 2023 gewann der Amerikaner in Dealer’s Choice sein zweites Bracelet und sicherte sich eine Auszahlung von mehr als 130.000 US-Dollar. Drei Tage später gewann er auch die Weltmeisterschaft in der gemischten Variante und wurde mit seinem dritten Bracelet und über 310.000 US-Dollar prämiert.
Insgesamt hat sich Eveslage mit Poker bei Live-Turnieren knapp 8 Millionen US-Dollar erspielt.

### Braceletübersicht
Eveslage kam bei der WSOP 59-mal ins Geld und gewann drei Bracelets:
| Jahr | Buy-in (in $) | Turnier                               | Teilnehmer | Preisgeld (in $) |
| ---- | ------------- | ------------------------------------- | ---------- | ---------------- |
| 2022 | 25.000        | High Roller No-Limit Hold’em 8-Handed | 251        | 1.415.610        |
| 2023 | 01.500        | Dealers Choice 6-Handed               | 456        | 0.131.879        |
| 2023 | 10.000        | Dealers Choice 6-Handed Championship  | 130        | 0.311.428        |
| 2025 | 25.000        | High Roller H.O.R.S.E                 | 150        | 0.883.841        |